# ونس له چاتل
ونس له چاتل (به فرانسوی: Vannes-le-Châtel) یک کامین در فرانسه است که در Canton of Colombey-les-Belles واقع شده‌است.

## خصوصیات
ونس له چاتل ۱۷٫۳ کیلومترمربع مساحت و ۵۱۵ نفر جمعیت دارد و ۲۹۰ متر بالاتر از سطح دریا واقع شده‌است.